# Azalaïs de Porcairagues
Azalaïs de Porcairagues, o anche Azalaïs o Alasais de Porcaragues, italianizzato in Adalasia di Porcaraga (Portiragnes, 1140 – 1177), è stata una trobairitz che ha composto in lingua occitana, attiva nel tardo XII secolo.
L'unica fonte dai cui attingere riferimenti biografici è la sua vida
Il Gui di cui parla la "biografia" era forse nato intorno al 1135, si ammalò nei primi mesi del 1178, divenne monaco e morì verso la fine di questo stesso anno. Niente si conosce riguardo alle sue date di nascita e morte. Dal suo nome, e dalle affermazioni contenute nella sua vida, si può supporre che fosse del villaggio di Portiragnes, proprio a est di Béziers e a circa 10 kilometri a sud di Montpellier, vicino ai territori che appartennero a Gui e ai suoi fratelli. Aimo Sakari ipotizza che lei fosse il misterioso joglar ("menestrello") a cui venivano dedicate diverse poesie di Raimbaut d'Orange (vicino e cugino di Gui Guerrejat).
Ad Azalais si attribuisce una poesia (senza notazione musicale) formalmente semplice e intrisa di emotività, costituita da 52 versi, ma il testo varia considerevolmente nei diversi manoscritti, facendo supporre che la composizione non fosse stata scritta di getto, ma rimaneggiata in tempi successivi. La poesia allude alla morte nel 1173 di Raimbaut d'Orange ed è forse stata composta prima di questa data e successivamente rimaneggiata. Il congedo sembra menzionare Ermengarda di Narbona (1143–1197), una rinomata mecenate della poesia trobadorica.
Come fa osservare Sakari, la terza strofa della poesia sembra contribuire a una tenzone poetica iniziata da Guilhem de Saint-Leidier che ha per tema la questione se una donna sia o no disonorata allorché prende come amante un uomo più ricco di lei. Raimbaut d'Orange anche ripropone la disputa nella sua poesia A mon vers dirai chanso. Abbiamo poi un partimen sulla questione dibattuta tra Dalfi d'Alvernha e Perdigon, e infine una tensó tra Guiraut de Bornelh e Alfonso II d'Aragona.

## Poetica
Ecco la prima strofa della canzone Ar em al freg temps vengut dedicata al compianto Raimbaut d'Orange